# Landa, North Dakota
Landa, North Dakota (енгл. Landa) град је у америчкој савезној држави Северна Дакота.

## Демографија
По попису из 2010. године број становника је 38, што је 10 (35,7%) становника више него 2000. године.
| Група             | 2000.       | 2010.       |
| Белци             | 28 (100,0%) | 38 (100,0%) |
| Афроамериканци    | 0 (0,0%)    | 0 (0,0%)    |
| Азијати           | 0 (0,0%)    | 0 (0,0%)    |
| Хиспаноамериканци | 0 (0,0%)    | 0 (0,0%)    |
| Укупно            | 28          | 38          |